# Montemassi
Montemassi è una frazione del comune italiano di Roccastrada, nella provincia di Grosseto, in Toscana.

## Geografia fisica
Si tratta di un suggestivo borgo medievale situato sulle pendici di una collina nella parte sud-occidentale del comune di Roccastrada, ed è il confine tra le Colline Metallifere e la Maremma grossetana.

## Storia
Il borgo sorse come feudo della famiglia Aldobrandeschi e, successivamente, passò alla famiglia dei Pannocchieschi.
I Senesi riuscirono ad espugnare e conquistare Montemassi nella seconda metà del XIII secolo ma, agli inizi del XIV secolo, il paese riuscì a diventare un centro autonomo sotto il controllo e la protezione dei Pannocchieschi e della famiglia Cappucciani di Sticciano. 
Successivamente, venne nuovamente assediato e conquistato da Guidoriccio da Fogliano per conto dei Senesi (1328) che mantennero, però a fatica, il controllo per le numerose rivolte locali avvenute in vari periodi e per varie interferenze di alcune famiglie del contado.
A metà del XVI secolo, a seguito della definitiva caduta della Repubblica di Siena, Montemassi entrò a far parte del Granducato di Toscana e, da allora, ne seguì le sorti. Nel 1632 il granduca Ferdinando II de' Medici elevò Montemassi alla dignità di marchesato e ne investì il nobile Gian Cristoforo II Malaspina, del ramo detto dello Spino Secco, dei marchesi di Mulazzo, già feudatario di Roccatederighi, con il titolo di primo marchese. Il marchesato di Montemassi passò poi ai figli di lui, Corrado, prima, e Obizzo, poi, quindi al figlio di Obizzo, Gian Cristoforo III e infine al figlio di quest'ultimo, il marchese Cesare che, essendo l'ultimo della sua famiglia e gravato da debiti, nel 1770, con il consenso del governo graducale, vendette il marchesato alla famiglia Cambiaso di Genova, che lo tenne fino all'abolizione della feudalità nel 1774..

## Monumenti e luoghi d'interesse

### Architetture religiose
- Chiesa di Sant'Andrea Apostolo, antico edificio religioso castellano di origini medievali ristrutturato più volte nei secoli successivi.

- Chiesa di Santa Maria delle Grazie, edificata in epoca medievale e ricostruita nel corso del XVII secolo in stile barocco.

### Architetture civili
- Palazzo del Capezzolo, palazzo risalente al XVI secolo.

### Architetture militari
- Castello di Montemassi, imponente fortificazione medievale che sovrasta l'intero borgo dalla sommità della collina.

- Mura di Montemassi, sistema murario difensivo che, con le sue cortine, scende dal castello verso il basso, fino a delimitare interamente il borgo.

## Società

### Evoluzione demografica
Quella che segue è l'evoluzione demografica di Montemassi. Sono indicati gli abitanti dell'intera frazione e dove è possibile è messa tra parentesi la cifra riferita al solo capoluogo di frazione.
Dal 1991 sono contati da Istat solamente gli abitanti del centro abitato, non della frazione.
| Anno | Abitanti | Abitanti       |
| Anno | Frazione | Centro abitato |
| ---- | -------- | -------------- |
| 1640 | 140      | -              |
| 1745 | 116      | -              |
| 1833 | 274      | -              |
| 1845 | 277      | -              |
| 1921 | 2 178    | -              |
| 1931 | 2 118    | -              |
| 1961 | 831      | 452            |
| 1981 | 1 110    | 259            |
| 1991 | -        | 183            |
| 2001 | -        | 176            |
| 2011 | -        | 188            |

## Cultura

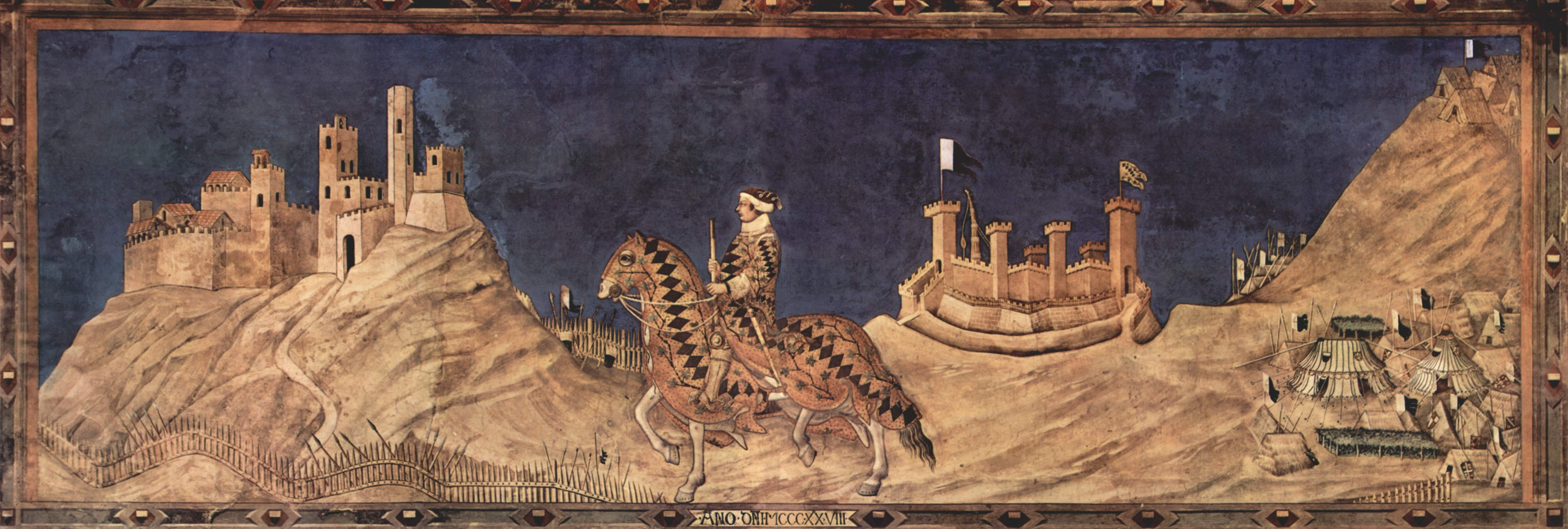
Simone Martini, Guidoriccio da Fogliano all'assedio di Montemassi (Siena, Palazzo Pubblico)

### Eventi
Ogni anno, durante il mese di Giugno, si svolgono i “Quadri Viventi”, nei quali i figuranti si mettono in posa per rappresentare famosi quadri del passato. 

### Arte
Montemassi è raffigurato nel celeberrimo affresco di Simone Martini all'interno del Palazzo Comunale di Siena durante uno dei tanti violenti assedi condotti dai Senesi e capeggiato dal condottiero Guidoriccio da Fogliano. Il luogo è da sempre stato nelle mire espansionistiche della Repubblica di Siena ma gli abitanti, anche dopo le varie sottomissioni, si sono sempre resi protagonisti di rivolte contro il dominio senese per rivendicare l'autonomia e per aspirare al riconoscimento del libero comune che, però, non fu mai ottenuto.

### Letteratura
Montemassi è citato nel romanzo La vita agra di Luciano Bianciardi, che situa il villaggio dei minatori nel punto dove, nell'affresco di Simone Martini, si trova Guidoriccio da Fogliano.